# American Siege
American Siege è un film del 2022 diretto da Edward Blake.

## Trama
Lo sceriffo federale Charles Rutledge è incaricato di catturare una banda di ladri che hanno preso in ostaggio un medico.